# Phyciodes arctica
Phyciodes arctica är en fjärilsart som beskrevs av Dos Passos 1935. Phyciodes arctica ingår i släktet Phyciodes och familjen praktfjärilar. Inga underarter finns listade i Catalogue of Life.